# C9orf170
C9orf170 (англ. Chromosome 9 open reading frame 170) – білок, який кодується однойменним геном, розташованим у людей на 9-й хромосомі. Довжина поліпептидного ланцюга білка становить 121 амінокислот, а молекулярна маса — 13 369.
| 10         |  | 20         |  | 30         |  | 40         |  | 50         |
| ---------- |  | ---------- |  | ---------- |  | ---------- |  | ---------- |
| MWSRRGLGVS |  | RAPLHLLLGV |  | WGPSGRTGGQ |  | RKGASLARPG |  | RGGLASCSVG |
| ANGKRDVLFL |  | RKTLTNTVED |  | IQIDNFRRKS |  | DLGVGSPDWK |  | NLLIDVTRED |
| HENSQNNSKR |  | RCKVNCETDQ |  | R          |  |            |  |            |

A: Аланін

C: Цистеїн

D: Аспарагінова кислота

E: Глутамінова кислота

F: Фенілаланін

G: Гліцин

H: Гістидин

I: Ізолейцин

K: Лізин

L: Лейцин

M: Метіонін

N: Аспарагін

P: Пролін

Q: Глутамін

R: Аргінін

S: Серин

T: Треонін

V: Валін